# Praia da Ribeira
A praia da Ribeira, também conhecida com praia da Penha, é uma praia de Salvador, município capital do estado brasileiro da Bahia. Localizada na região da Cidade Baixa, banhada pela Baía de Todos os Santos e distante treze quilômetros ao sul do centro da cidade, proporciona vista das ilhas da baía e de casarões antigos do bairro homônimo.[carece de fontes?]
A praia da Ribeira é considerada um dos locais mais charmosos e boêmios de Salvador. Nesta praia centenas de embarcações mostram a preferência dos velejadores pelo local. Seu nome significa "ancoradouro para reparação de naus". As facilidades portuárias do local levaram colaborou para a formação de colônia de pescadores, que contavam com a tranquilidade das águas para o abrigo das embarcações. De colônia de pescadores, a região transformou-se num disputado lugar de veraneio no início do século XX.[carece de fontes?]
A enseada da Ribeira é um espelho d'água utilizada como local de treinamentos e competições de esportes náuticos e onde está localizada a mais antiga raia de remo do Brasil. Nesta praia acontecem também as competições de vela e canoagem. No início do século XX, a enseada também serviu como hidroporto para receber as primeiras aeronaves com destino a Salvador. Hoje a antiga estação de passageiros deste hidroporto transformou-se em um restaurante à beira mar.[carece de fontes?]
Em frente à praia, separado pela Rua da Penha, encontra-se o conjunto arquitetônico formado pelo Palácio de Verão do Arcebispo e a Igreja de Nossa Senhora da Penha. A área é hoje um movimentado centro de lazer noturno com bares e restaurantes de cozinha típica e regional.[carece de fontes?]
Em 2024, o Centro Internacional de Formación en Gestión y Certificación de Playas a classificou como a 90.ª melhor praia do mundo a partir da avaliação de 126 locais dos litorais da Argentina, Brasil, Canadá, Colômbia, Cuba, Equador, Espanha, Guatemala, México, Nova Zelândia, Peru, Porto Rico e Venezuela.